# Teinobasis olivacea
Teinobasis olivacea – gatunek ważki z rodziny łątkowatych (Coenagrionidae).